# Lirobittium oldroydae
Lirobittium oldroydae är en snäckart som beskrevs av Bartsch 1911. Lirobittium oldroydae ingår i släktet Lirobittium och familjen Cerithiidae. Inga underarter finns listade i Catalogue of Life.